# Nicolas Seube
Nicolas Seube (Toulouse, 11 augustus 1979) is een Franse voetballer (verdediger) die voor SM Caen uitkomt. Voordien speelde hij bij Toulouse FC.

## Carrière
- 1996-2000: Toulouse FC (jeugd en B-team)
- 2000-2001: Toulouse FC
- 2001- nu : SM Caen